# Politolana sanchezi
Politolana sanchezi is een pissebed uit de familie Cirolanidae. De wetenschappelijke naam van de soort is voor het eerst geldig gepubliceerd in 2010 door Frutos & Sorbe.